# 三叉 (大字)
三叉，原稱三叉河，即今三義，是臺灣苗栗縣三義鄉的一個傳統地域名稱，位於該鄉西部偏北。相較於今日行政區，其範圍大致包括廣盛村、勝興村。

## 歷史
台灣清治末期至日治初期，三叉河地區為一街庄，稱為「三叉河庄」，隸屬於苗栗一堡。該庄西北及北與雙草湖庄為鄰，東與雙連潭庄為鄰，東南與魚藤坪庄為鄰，南邊為拐仔湖庄，西邊為芎蕉坑庄、福興庄。
1901年（日治明治三十四年）11月，該庄隸屬於苗栗廳。1909年（明治四十二年）10月，改隸屬於新竹廳。1920年（大正九年），該庄改制並改名為「三叉」大字，隸屬於新竹州苗栗郡三叉庄。
戰後三叉庄改制為三叉鄉，隸屬於新竹縣，大字亦改制為村。1950年桃、竹、苗分治，三叉鄉改隸屬於重新成立的苗栗縣。1953年11月，改名為三義鄉。

## 交通

### 鐵路
台鐵山線大致以縱向蜿蜒經過三叉地區東部，境內雖未設站，但三義車站即在北側邊境外不遠處。該站屬三等站，停靠部分莒光號班次及全部區間車。

### 公路

#### 國道
國道一號，又稱「中山高速公路」，是台灣西部兩條縱向高速公路之一，大致以北北東－南南西走向經過三叉地區中部，境內未設交流道，較近的是南側邊界旁鄉道苗51線交會口的三義交流道，通霄交流道，由此進入可快速前往台灣西部各地。

#### 省道
台13線，俗稱「尖豐公路」，是香山內湖至豐原的幹道，在本地區境內大致與國道1號併行而位於其西側，向北可前往苗栗、竹南、香山，向南可前往后里、豐原。

#### 縣道
縣道130號，是苑裡至大湖八份的道路，大致以橫向轉縱向再轉橫向蜿蜒經過三叉地區中部，向西轉西北可前往舊社、苑裡市區，向東南可前往大湖八份連接省道台3線。

## 學校
- 三義高中
- 建中國小
- 僑成國小

## 景點
- 三義木雕博物館